# Festival Europeo de Cine Independiente ÉCU
El Festival Europeo de Cine Independiente ÉCU es un festival internacional de cine anual dedicado al cine independiente.

## Historia
Celebrado en París, Francia, fue creado en 2006 por Scott Hillier. El festival está dedicado al descubrimiento y promoción de los talentos de la cinematografía independiente de Europa y de otros lugares del mundo, exhibiendo películas que demuestran calidad, innovación y creatividad, tanto en su forma como en su contenido. Estas cualidades son juzgadas en 14 categorías, 7 de las cuales están abiertas a cineastas no europeos (de América, Australia, África y Asia), y compiten por 25 premios. Los miembros del jurado provienen de todo el mundo y tienen una gran variedad de antecedentes.
El fundador y presidente del ÉCU, Scott Hillier, es un cineasta australiano radicado en París. Obtuvo reconocimiento internacional por su portafolio de cinematografía, edición, escritura, producción y dirección y se desempeñó como director de fotografía en el documental Twin Towers, ganador de un Premio Óscar en 2003.
Además de las proyecciones, los asistentes al festival tienen la oportunidad de participar en una serie de talleres y debates, en los que la audiencia plantea preguntas directamente a los cineastas. También se presenta un programa completo de música en vivo.

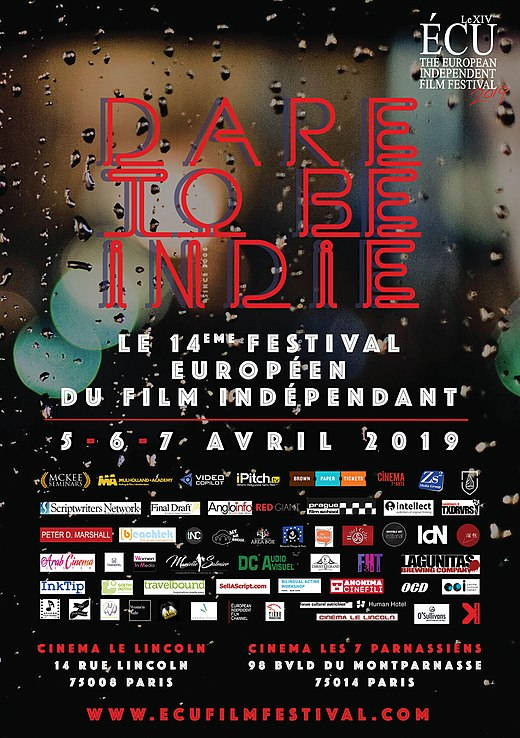
ÉCU 2019 poster

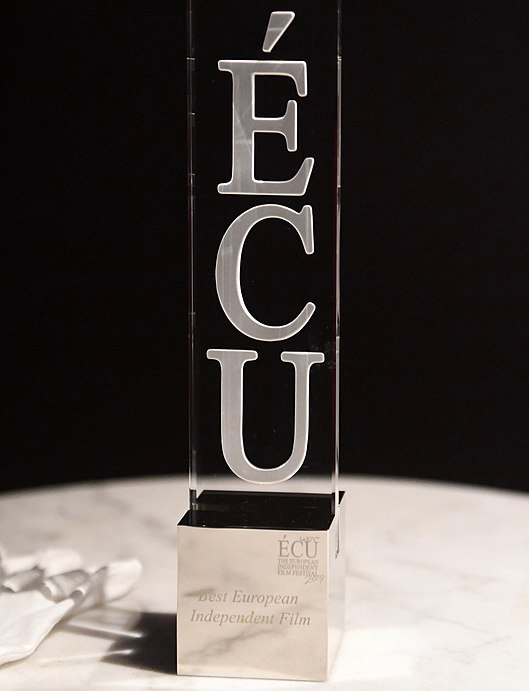
ÉCU trofeo 2019

## Categorías

### Para producciones europeas
- Largometraje dramático
- Cortometraje dramático
- Documental
- Película animada
- Video musical
- Película experimental
- Película cómica

### Para producciones no europeas
- Largometraje dramático
- Cortometraje dramático
- Documental

### Para producciones a nivel mundial
- Película estudiantil
- Mucho más que un guion
- Selección especial árabe[1]